# Carl Julius Meyer von Klinggräff
Carl Julius Meyer von Klinggräff ( * 1809 - 1879 ) fue un botánico, y explorador, prusiano oriental; colector en Prusia y en Dantzig. Sus colecciones se resguardaban en Berlín, pero fueron destruidas, y en Leiden.
- La abreviatura «C.Klinggr.» se emplea para indicar a Carl Julius Meyer von Klinggräff como autoridad en la descripción y clasificación científica de los vegetales.[2]